# Radimovice u Tábora
Radimovice u Tábora település Csehországban, a Tábori járásban. Radimovice u Tábora Radkov, Košín, Tábor, Chotoviny és Nasavrky településekkel határos. Lakosainak száma 64 fő (2024. január 1.).

## Népesség
A település lakosságának változását az alábbi diagram mutatja:
| Lakosok száma | 99   | 132  | 110  | 91   | 65   | 69   | 63   | 65   | 62   | 64   |
|               | 1869 | 1900 | 1921 | 1961 | 1980 | 2011 | 2016 | 2019 | 2021 | 2024 |